# در مورد عشق. فقط برای بزرگسالان
در مورد عشق. فقط برای بزرگسالان (به انگلیسی: About Love. For Adults Only) فیلمی محصول سال ۲۰۱۷ است. در این فیلم بازیگرانی همچون آنا بانسچیکووا، ماکسیم ماتویف، فئودور بوندارچوک، گوشا کوتسنکو، تاناتین دالاکیشویلی، جان مالکوویچ و ویکتوریا ایساکووا ایفای نقش کرده‌اند.